# Avenida Abraham Lincoln
La Avenida Abraham Lincoln es una de las avenidas más importantes del polígono central del Distrito Nacional en la República Dominicana. Esta avenida se ubica entre las Avenida John F. Kennedy y Avenida George Washington. Es una de las más transitadas del país diariamente y atraviesa algunas de las zonas más exclusivas de la ciudad de Santo Domingo.

## Historia

### Nombres
Se nombró honrando al líder Haitiano Fabre  Geffrard quién fue un militar y político proclamado Presidente vitalicio de Haití. Geffrard se juramentó ante el Senado el 18 de enero de 1859 y ejerció el cargo hasta marzo de 1867, cuando fue derrocado por Sylvain Salnave. Fue un importante colaborador de los héroes de la Restauración de la República Dominicana, razón por la cual se le honró con su nombre esta vía.
Posteriormente durante la dictadura de Rafael Leónidas Trujillo Molina se cambió el nombre de lo que entonces aún era una calle por el de Cordell Hull quién fuera un senador estaudounidense que facilitó el Tratado Trujillo-Hull, un hito en la historia de la República Dominicana que alcanzó por primera y única vez una importante autonomía financiera gracias al saldo total de su deuda externa.
Posteriormente la avenida fue rebautizada con el nombre de Abraham Lincoln, el decimosexto presidente de los Estados Unidos famoso por sus esfuerzos de abolir la esclavitud en este país de América del norte.

### Orígenes
En el año 1936 se inició un camino carretero que se bautizó con el nombre Fabré Geffrard y que posteriormente pasaría a llamarse Cordell Hull, este trazaba los límites occidentales de la ciudad y comunicaba de sur a norte la hoy Avenida Simón Bolívar con la carretera al Cibao (hoy la Autopista Duarte). Este camino proseguía hacia el sur, en una especie de “camino de herradura”, por donde era bajado el ganado de las fincas del entonces sector Galá al Matadero Industrial (CAMI), inaugurado en 1942 y ubicado en la carretera Sánchez (Actualmente Avenida Independencia).
Luego de desaparecido el Aeropuerto General Andrews y especialmente después de la Guerra de abril de 1965 comenzó un desarrollo inmobiliario en todas las zonas aledañas a esta avenida, especialmente de proyectos habitacionales que desde 1990 han desaparecido dando paso a modernas edificaciones habitacionales, de oficinas y negocios.

## Características
Desde su extremo norte que inicia en la intersección con la Avenida John F. Kennedy y culmina en su extremo sur en la intersección con la Avenida George Washington  posee tres carriles en dirección norte-sur y tres carriles en dirección sur-norte separados por una isleta de tamaño variante. 

## Lugares emblemáticos
En el trayecto de la Abraham Lincoln se pueden encontrar lugares emblemáticos, alguno de estos se detallan a continuación: 
- Parque La Lira: Ubicado entre las esquinas de la Avenida Abraham Lincoln, la Calle Roberto Pastoriza y el inicio de la Avenida Lope de Vega, es un área verde utilizada principalmente para el esparcimiento de jóvenes en horas de la noche.[2][3]

- Pontificia Universidad Católica Madre y Maestra: En esta avenida con la esquina Avenida Simón Bolívar está ubicada la sede "Santo Tomás de Aquino" de esta prestigiosa universidad.